# Lorenzo Bartolini
Lorenzo Bartolini (7. ledna 1777, Vaiano, část Savignano – 20. ledna 1850, Florencie) byl italský neoklasicistní sochař.

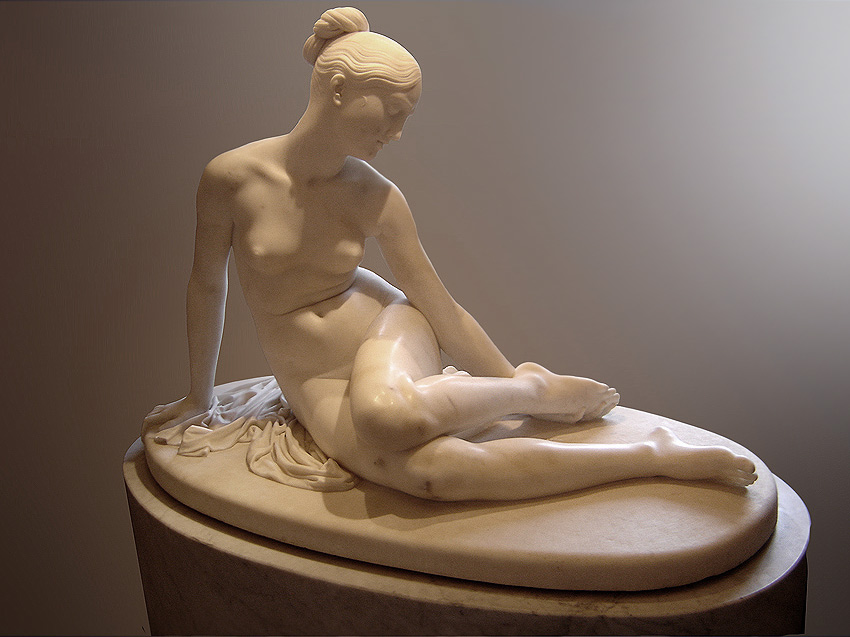
Lorenzo Bartolini: Nymfa se škorpiónem

Studoval ve Florencii, roku 1797 odešel do Paříže, kde jeho učitelem byl François-Frédéric Lemot. Jeho slávu založil basreliéf Cleobis a Biton, který získal druhou cenu Akademie roku 1803. K jeho patronům patřil i Napoleon, jemuž vytvořil velkou bustu a jenž ho roku 1807 ustanovil profesorem sochařství v Bergamu. Později se Bartolini usadil ve Florencii.